# Albert-Schweitzer-Gymnasium (Hürth)
Das Albert-Schweitzer-Gymnasium in Hürth (ASG) ist das erste und damit älteste Gymnasium in Deutschland mit einem bilingualen Spanisch/Deutschen Zweig. Hürth ist dazu die erste Mittelzentrums-Kommune (um 50.000 Einwohner) mit einem zweiten kommunal getragenen Gymnasium im Rhein-Erft-Kreis im Umland von Köln.

## Geschichte
In den 1970er Jahren platzte das erst 1961 gegründete und stetig, zuletzt noch 1973, erweiterte spätere Ernst-Mach-Gymnasium aus allen Nähten (1482 Schüler), sodass der Stadtrat auf Antrag der Schulkonferenz vom 24. Oktober 1973 noch im Jahr 1973 eine zweite Schule für notwendig erachtete. Ob diese Schule als Progymnasium, Gesamtschule, Kooperative Gesamtschule oder doch als eigenständiges Gymnasium geführt werden sollte, blieb lange in der Schwebe. Nach dem Ratsbeschluss wurden alle Genehmigungen rechtzeitig erteilt, zum Spätsommer und Schuljahresbeginn 1974/75 konnten drei Klassen in die ehemalige Grundschule in Stotzheim einziehen. Ein Jahr später ging es dann ins neue Schulzentrum (mit einer Hauptschule als Nachbarn) nahe dem neuen Stadtzentrum und Schwimmbad. Nach Abschluss des letzten Bauabschnittes 1977/78 konnten bereits sechs Eingangsklassen gebildet werden. Heute hat die Schule etwa 1200 Schüler.

### Bilingualer Zweig
Gute Leistungen der Schüler und interessierte Lehrer begründeten den Beschluss der Lehrerkonferenz vom 19. September 1988 auf Initiative des Romanisten Engelbert Wefers, der lange an der Universität zu Köln gearbeitet hatte, die Einführung eines bilingual deutsch-spanischen Zweiges zu beantragen, was am 5. Oktober durch die Schulkonferenz bestätigt wurde. Am 9. November gab der Stadtrat und am 14. die Bezirksregierung „grünes Licht“. Als am 25. November 1988 auch das Kultusministerium zustimmte, konnte mit der Werbung für das Bildungsangebot im Kölner Raum begonnen werden, und so konnte im Sommer die erste Eingangsklasse mit Spanisch als erster Fremdsprache gebildet werden, als Grundstock für den späteren bilingualen Unterricht in Erdkunde, Geschichte und Politik in Klasse sieben bis neun. 2010 unterrichten zwölf Lehrkräfte mit Spanisch als einem ihrer Unterrichtsfächer, darunter mehrere mit spanisch/südamerikanischem Hintergrund, die etwa 300 Schüler des bilingualen Zweigs. Seit dem Schuljahr 2011 konnten erstmals drei Eingangsklassen gebildet werden. Da die Fünftklässler seit Beginn der 2000er Jahre mit ordentlichen Vorkenntnissen im Englischen beginnen, reichen die vier Englischstunden, und es gibt keine Bedenken, da etwas zu versäumen.

## Profil
Das zweite Gymnasium hatte immer das Bestreben, aus dem Schatten der älteren Schule herauszutreten. So wurden rasch Initiativen ergriffen, so zum Beispiel im Umweltschutz: 1981 erste Projektwoche auf Initiative der Schülerschaft, Errichtung eines Feuchtbiotops (Umweltpreis der Stadt), Photovoltaikanlage (1996). Engagement für die Dritte Welt durch Unterstützung einer Schulfarm in Simbabwe (1983) mit Erlösen aus einem Basar von 25.000 DM im ersten Jahr. Spendenaktionen für Schulen in Afghanistan brachten 2003 25.000 €, weitere Aktionen für Südamerika und Afrika brachten über 60.000 €. Dies führte schließlich zur Namenswahl. Seit dem 23. September 1991 kann sich die Schule nach Albert Schweitzer nennen. Sein Wahlspruch von der Ehrfurcht vor dem Leben, heute umfassender in Bewahrung der Schöpfung gefasst, und sein Engagement in Afrika sind Grundlagen des Schulselbstverständnisses. 2007 wurde die Schule mit dem Zertifikat „Schule ohne Rassismus – Schule mit Courage“ ausgezeichnet.

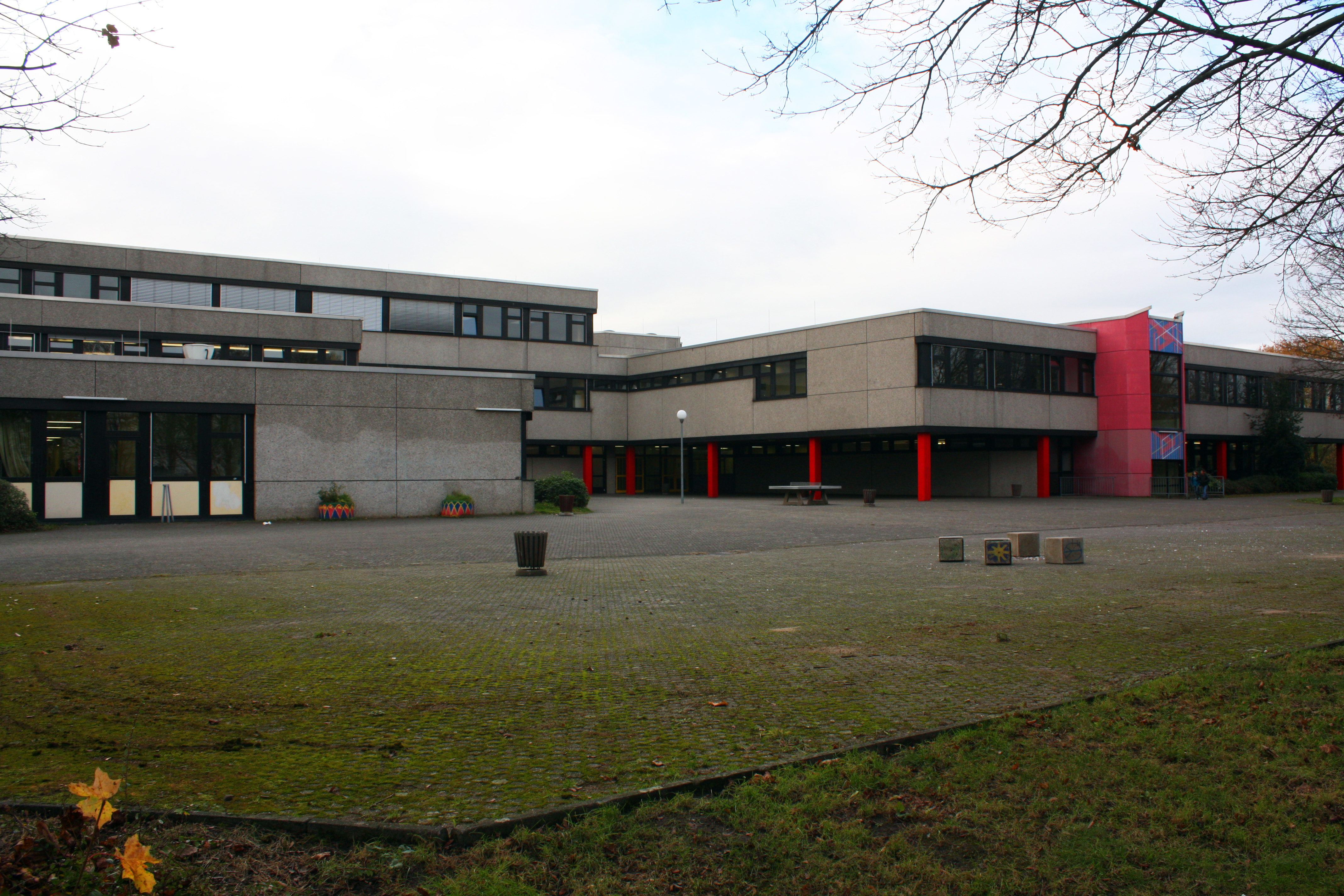
Vordereingang

Die Internationalisierung wird mit Schulpartnerschaften mit der Deutschen Schule in San Sebastián und Schulen in Belgien und Großbritannien erreicht. Bis 2010 konnte die Klasse 11 für selbst organisierten Austausch weltweit genutzt werden. Auch am Comenius-Programm nimmt die Schule mit Partnern in Lettland und England teil.
Leistungskurse werden, wenn nötig und möglich, in Kooperation mit dem Ernst-Mach-Gymnasium gebildet.
Enge Kooperationen mit den Hürther Sportvereinen, insbesondere beim Rudersport, und dem Chemiepark Knapsack ergänzen das Profil.

## Bekannte Absolventen
- Dirk Breuer, Abitur 1997, seit 21. Oktober 2015 Bürgermeister von Hürth
- Carsten Sebastian Henn, Abitur 1993, Schriftsteller, Krimiautor
- Anne Will, Abitur 1985, Fernsehmoderatorin